# HD 142022
HD 142022 A ist ein 112 Lichtjahre von der Erde entfernter später Hauptreihenstern mit einer Rektaszension von 16h 10m 15s und einer Deklination von −84° 13' 53". Er besitzt eine scheinbare Helligkeit von 7,7 mag. Im Jahre 2005 entdeckte Anne Eggenberger einen extrasolaren Planeten, der diesen Stern umkreist. Dieser trägt den Namen HD 142022 Ab. Weiterhin befindet sich in diesem System auch ein zweiter Stern mit dem Namen HD 142022 B, der HD 142022 A umkreist. Dies macht dieses System zu einem Doppelstern.